# Lev Broussilov
Pour les articles homonymes, voir Broussilov.
Lev Alexeïevitch Broussilov (en russe : Лев Алексеевич Брусилов), né le 14 septembre 1857 à Tiflis et mort le 22 juillet 1909 à Saint-Pétersbourg, est un Vice-amiral russe. Il prit part au conflit opposant la Russie à l'Empire ottoman (1877-1878), pendant la Guerre russo-japonaise, il exerça le commandement à bord du croiseur Gromoboï. Nommé chef d'état-major de la Marine en juin 1906, il travailla à l'organisation de la gestion de la flotte russe et au développement à long terme de projets destinés la construction navale, en outre, il prit part à l'élaboration du programme de construction navale.

## Famille
Fils du lieutenant-général Alexeï Broussilov (décédé en 1859), Lev Broussilov épousa Ekaterina Konstantinovna Panioutina (22 juin 1857 à Nikolaïev-2 mai 1936 à Moscou).
Quatre enfants naquirent de cette union :
- Tatiana Lvovna Broussilova : (24 février 1881-?) ;
- Xenia Lvovna Broussilova : (3 août 1882 à Nikolaïev-14 octobre 1965 à Moscou) ;
- Gueorgi Lvovitch Broussilov : (19 mai 1884 à Nikolaïev-mai 1914 en mer de Kara) ;
- Sergueï Lvovitch Broussilov : (20 juillet 1887 à Zorokovo Jitomirskogo dans la province de Volynie-?)[1].

Lev Broussilov est le frère cadet du général de cavalerie Alexeï Broussilov (1853-1926) et de Boris Broussilov (vers 1855-?), officier de cavalerie.

## Biographie
Né dans une famille de la noblesse russe du gouvernement de Novgorod, orphelin dès son plus âge, (son père mourut en 1859 et sa mère peu après), il fut élevé avec ses frères Alexeï et Boris par sa tante G.A. Gagenmeïster. En 1875, Lev Broussilov sortit diplômé de l'Académie navale de Nikolaïev, il fut affecté dans la flotte de la mer Noire.
Il prit part à la Guerre russo-turque de 1877-1878. Au terme de ce conflit il fut promu garde-marine. En 1879, il fut promu aspirant de marine. De 1891 à 1895, il fut l'adjoint du commandant en chef de la flotte de la mer Noire et des ports de la mer Noire. En 1897, il reçut le commandement du navire Colchide (Колхида).
De 1899 à 1900, au grade de capitaine 2e rang (grade correspondant à celui de lieutenant-colonel dans l'infanterie ou l'armée de l'air) il servit dans l'escadre du Pacifique, au grade de capitaine 1er rang (grade correspondant à celui de colonel dans l'infanterie ou l'armée de l'air), il servit à bord du croiseur Riourik (Рюрик) puis sur le Russie (Россия) et prit part à la répression de la révolte des Boxers.
De 1900 à 1902, Lev Broussilov commanda à bord de la canonnière Otvajny (Отважный - le Brave). En 1903, il obtint son diplôme des sciences de la Marine.
En 1904, Lev Broussilov fut nommé chef de la stratégie navale scientifique et chef de la Division navale. Afin de renforcer la 2e escadre du Pacifique, la Russie impériale désira acheter des croiseurs à la France, au Chili et à l'Argentine, chargé de la transaction, Broussilov se rendit à Paris mais l'acquisition de ces bâtiments de guerre ne se concrétisa pas.
Au cours de la Guerre russo-japonaise de 1904-1905, Lev Broussilov exerça le commandement à bord du croiseur Gromoboï. De retour de son séjour à Paris, il prit officiellement son commandement sur le croiseur (février 1904).
En juin 1906, Broussilov fut nommé chef d'état-major de la Marine, à ce poste il travailla à l'organisation de la gestion de la flotte opérationnelle et au développement de projets destinés à la construction navale, en outre, il prit part à l'élaboration du programme de construction navale. En octobre 1906, il présenta un rapport démontrant les défis urgents de la Marine impériale de Russie.
En 1907, il fut promu au grade de contre-amiral.
De 1907 à 1908, Lev Broussilov réorganisa l'ensemble de la flotte russe
Le 8 décembre 1909, en raison de désaccords avec le ministre de la Marine impériale de Russie et la Douma, Broussilov quitta son poste de chef d'état-major, il fut nommé le plus jeune commandant en chef de la flotte de la Baltique.
En 1909, Lev Broussilov fut élevé au grade de vice-amiral mais pour des raisons de santé il fut démis de ses fonctions.

## Décès et inhumation
Lev Alexeïevitch Broussilov décéda le 22 juillet 1909 à Saint-Pétersbourg, il fut inhumé au cimetière Nikolskoïe du monastère Alexandre-Nevski.

## Distinctions
- Ordre de Saint-Vladimir (3e classe - avec glaives) ;
- Ordre de Sainte-Anne (2e classe) ;
- Ordre de Saint-Stanislas (1re classe - avec glaives).

## Sources
- (ru) Cet article est partiellement ou en totalité issu de l’article de Wikipédia en russe intitulé « Брусилов, Лев Алексеевич » (voir la liste des auteurs).
- www.korabel.ru